# Buffalo Center
Buffalo Center és una població dels Estats Units a l'estat d'Iowa. Segons el cens del 2000 tenia 963 habitants.

## Demografia
Segons el cens del 2000, Buffalo Center tenia 963 habitants, 432 habitatges, i 269 famílies. La densitat de població era de 338 habitants per km².
Dels 432 habitatges en un 22,5% hi vivien nens de menys de 18 anys, en un 54,4% hi vivien parelles casades, en un 5,8% dones solteres, i en un 37,7% no eren unitats familiars. En el 35,9% dels habitatges hi vivien persones soles el 24,8% de les quals corresponia a persones de 65 anys o més que vivien soles. El nombre mitjà de persones vivint en cada habitatge era de 2,1 i el nombre mitjà de persones que vivien en cada família era de 2,7.
Per edats la població es repartia de la següent manera: un 19,6% tenia menys de 18 anys, un 5,7% entre 18 i 24, un 17% entre 25 i 44, un 20,8% de 45 a 60 i un 36,9% 65 anys o més.
L'edat mediana era de 49 anys. Per cada 100 dones de 18 o més anys hi havia 81,7 homes.
La renda mediana per habitatge era de 30.694 $ i la renda mediana per família de 43.333 $. Els homes tenien una renda mediana de 33.542 $ mentre que les dones 21.875 $. La renda per capita de la població era de 17.944 $. Entorn del 6,5% de les famílies i el 9% de la població estaven per davall del llindar de pobresa.

## Poblacions més properes
El següent diagrama mostra les poblacions més properes.